# Kathy Young
Kathy Young (Santa Ana, California, 21 de octubre de 1945) es una estrella del pop estadounidense que alcanzó la fama a la edad de 15 años. 
Nació el 21 de octubre de 1945 en Santa Ana, California, y llegó a ser popular luego de haber escuchado a la banda The Innocents cantando la canción Honest I Do en el show televisivo de Wink Martindale, un programa de baile que emitían a diario. Al final del espectáculo, al acercarse a felicitar a esta banda por su actuación y comentar que también cantaba, el mánager de los Innocents, Jim Lee, junto al mánager de su sello discográfico, la invitaron a acudir a su estudio para una audición.
Tras la prueba en los estudios, grabó junto a los Innocents una versión del éxito de 1954 de la banda The Rivileers A Thousand Stars, la cual llegó a ser un éxito en los Estados Unidos alcanzando el número 6 en la lista de los singles negros y el número 3 en la lista Billboard Hot 100. Aunque la versión de la canción nunca llegó a ser número 1, llegó a estar 17 semanas entre las listas musicales.